# Pseudocellus krejcae
Espèce
Pseudocellus krejcae est une espèce de ricinules de la famille des Ricinoididae.

## Distribution
Cette espèce est endémique du Belize. Elle se rencontre dans la grotte Cebada Cave.

## Description
Le mâle holotype mesure 6,72 mm.
C'est une espèce troglobie.

## Étymologie
Cette espèce est nommée en l'honneur de Jean Krejca.

## Publication originale
- Cokendolpher & Enríquez, 2004 : A new species and records of Pseudocellus (Arachnida: Ricinulei: Ricinoididae) from caves in Yucatán, Mexico, and Belize. Studies on the cave and endogean fauna of North America IV., Texas Memorial Museum, Speleological Monographs vol. 6, p. 95-99.